# St. Aegidius (Windehausen)

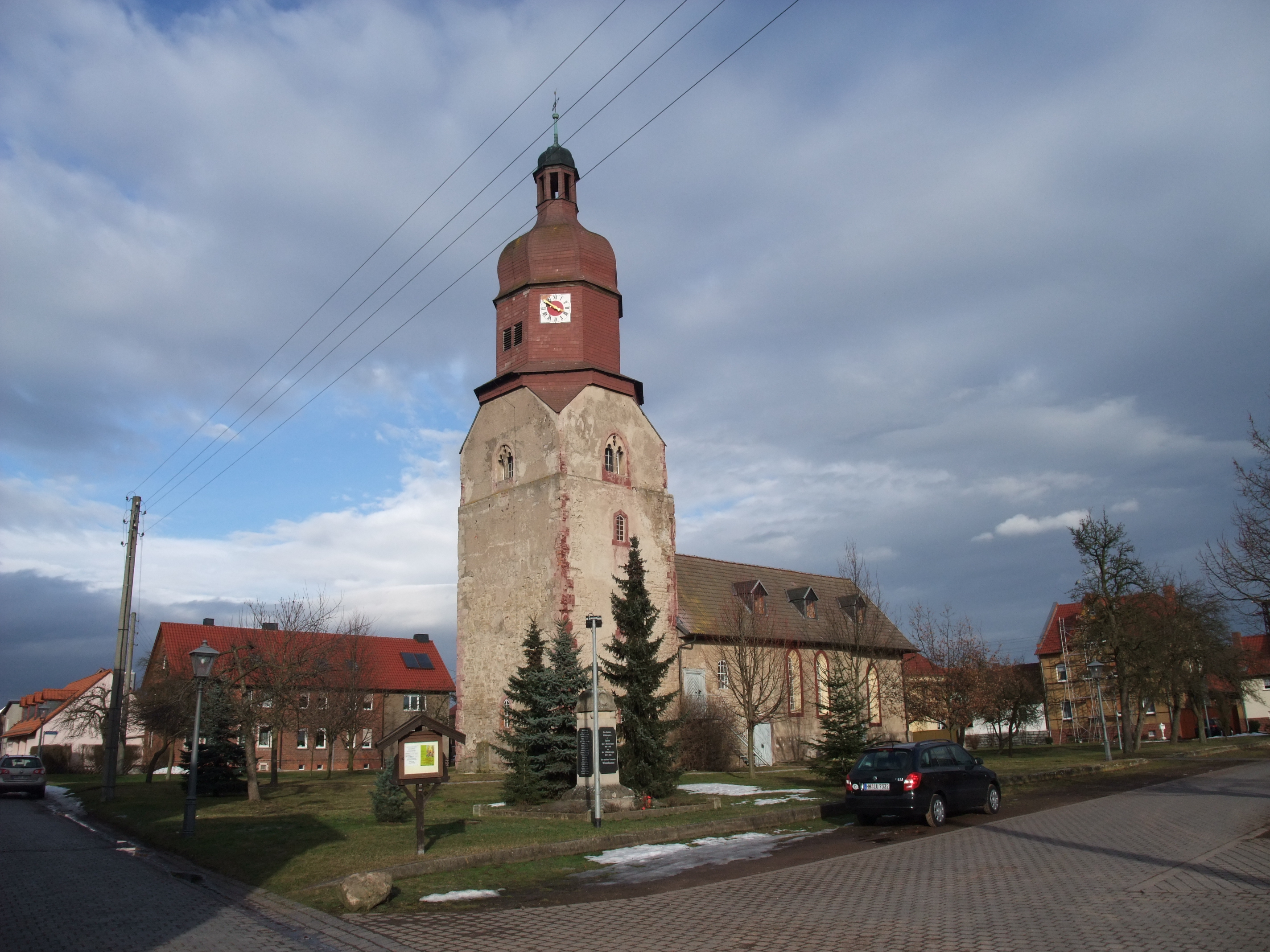
St. Aegidius

Die evangelisch-lutherische denkmalgeschützte Kirche St. Aegidius steht in Windehausen, einem Ortsteil der Landgemeinde Stadt Heringen/Helme im Landkreis Nordhausen in Thüringen.
Die Kirchengemeinde Windehausen gehört zum Pfarrbereich Heringen im Kirchenkreis Südharz der Evangelischen Kirche in Mitteldeutschland.

## Außenbau
Die aus verputzten Bruchsteinen mit Ecksteinen versehene geostete Kirche hat einen eingezogenen, gerade geschlossenen Chor und im Westen einen schiffbreiten quadratischen Kirchturm mit Biforien. Der Chor ist Teil eines frühgotischen Vorgängerbaues, der um 1260 entstanden ist, wurde aber später erhöht, wie an dem querovalen Fenster oberhalb der frühgotischen Dreifenstergruppe zu erkennen ist. 1725 erhielt das Langhaus zwischen Chor und Turm sine heutige Form und auch die älteren Teile wurden barockisiert. Ebenfalls im 18. Jahrhundert wurde auf den Turm ein achtseitiger Aufsatz mit dem Glockengeschoss errichtet. Diesem wurde eine Welsche Haube aufgesetzt.

## Innenräume
Im Erdgeschoss des Turms ist ein Kreuzgratgewölbe.
Der Kirchenraum ist einheitlich mit einem hölzernen Tonnengewölbe überspannt, aber doch unterschiedlich gegliedert:
Das etwas breitere Langhaus ist durch hölzerne Stützen, die nicht nur die Emporen tragen, sondern bis an das Tonnengewölbe reichen, in Mittelschiff und Seitenschiffe unterteilt, ein wohl der Statik geschuldeter Widerspruch. Die Seitenschiffe sind durch zwei Emporengeschosse in drei Stockwerke unterteilt. Die Stützen verbreitern sich unter den Emporen, nicht aber an der Decke.
Der Kanzelaltar entstand um 1700, eine hölzerne Pietà um 1500. Die Orgel mit 19 Registern, verteilt auf 2 Manuale und ein Pedal, wurde 1782 von Friedrich Heidenreich gebaut.